# Constantin Mihai-Theodor Grigoriu
Constantin Mihai-Theodor Grigoriu (n. 17 martie 1945) este un fost deputat român în legislatura 1996-2000, ales în județul Giurgiu pe listele partidului PNȚCD. În cadrul activității sale parlamenare, Constantin Mihai-Theodor Grigoriu a fost membru în grupurile parlamentare de prietenie cu Republica Federală Germania și Republica Libaneză.  